# Darphane
Darphane is het nationale munthuis van Turkije in Istanbul. De Munt werd oorspronkelijk opgericht in 1467 onder het Ottomaanse Rijk. De Munt slaat de munten van de Turkse lira.